# Demonstrativpronomen
Das Demonstrativpronomen (lateinisch Pronomen demonstrativum) oder auch hinweisendes Fürwort ist eine Wortart, mit der Sprecher auf einen Gesprächsgegenstand verweisen. In vielen Sprachen können Demonstrativpronomina sowohl deiktisch als auch anaphorisch gebraucht werden. Manchmal wird auch die Bezeichnung Demonstrativ(um) als gleichbedeutend mit Demonstrativpronomen verstanden, sie hat jedoch eigentlich einen weiteren Bezug, da es auch Demonstrativ-Adverbien gibt, die von Pronomen zu unterscheiden sind.
Das Demonstrativpronomen kann sowohl adjektivisch als auch substantivisch gebraucht werden. Adjektivisch steht es vor dem Nomen, zu dem es die Entfernung anzeigt, substantivisch steht es anstatt des Nomens.
- Beispiel für das adjektivisch gebrauchte Demonstrativpronomen im Deutschen: Dieses Fleisch schmeckt gut.
- Beispiel für das substantivisch gebrauchte Demonstrativpronomen im Deutschen: Der da hat Schuld.

Die Anzahl der Entfernungsgrade des Demonstrativpronomens unterscheidet sich je nach Sprache:
- Sprachen mit zwei Entfernungsgraden (dieser vs. jener): Deutsch, Französisch, Englisch, Niederländisch
- Sprachen mit drei Entfernungsgraden („bei mir“ vs. „bei dir“ vs. „weder bei mir noch bei dir“): Spanisch, Portugiesisch, Italienisch (codesto veraltend), Japanisch, Baskisch, Finnisch, Georgisch; vgl. auch im Deutschen bei den Adverbien hier, da, dort.

## Deutsche Sprache

### Demonstrativpronomen
Im Deutschen gibt es drei Paradigmen von Demonstrativpronomina, zum einen dieser, diese, dieses, zum anderen jener, jene, jenes und außerdem das betonte, deiktische der, die, das, das in der Form dem definiten Artikel und einer Form des Relativpronomens ähnelt. Jener, jene, jenes wird in der gesprochenen Sprache oft durch der da, die da, das da o. ä. ersetzt.
Deklination von dieser, diese, dieses:
|           | Singular maskulin | Singular feminin | Singular neutral | Plural |
| --------- | ----------------- | ---------------- | ---------------- | ------ |
| Nominativ | dieser            | diese            | dieses           | diese  |
| Genitiv   | dieses            | dieser           | dieses           | dieser |
| Dativ     | diesem            | dieser           | diesem           | diesen |
| Akkusativ | diesen            | diese            | dieses           | diese  |

Jener, jene, jenes werden gleich dekliniert wie dieser, diese, dieses:
|           | Singular maskulin | Singular feminin | Singular neutral | Plural |
| --------- | ----------------- | ---------------- | ---------------- | ------ |
| Nominativ | jener             | jene             | jenes            | jene   |
| Genitiv   | jenes             | jener            | jenes            | jener  |
| Dativ     | jenem             | jener            | jenem            | jenen  |
| Akkusativ | jenen             | jene             | jenes            | jene   |

Deklination von der, die, das:
|           | Singular maskulin | Singular feminin | Singular neutral | Plural      |
| --------- | ----------------- | ---------------- | ---------------- | ----------- |
| Nominativ | der               | die              | das              | die         |
| Genitiv   | dessen            | deren/derer      | dessen           | deren/derer |
| Dativ     | dem               | der              | dem              | denen       |
| Akkusativ | den               | die              | das              | die         |

Die Genitivformen dessen und deren (jedoch nicht derer) können auch attributiv einem Nomen vorangestellt werden:
meine Nachbarin und deren (nicht derer) Hund
meine Nachbarinnen und deren (nicht derer) Hunde
Vorausweisend können hingegen nur die Formen dessen und derer (nicht deren) verwendet werden. Die Form derer wird allerdings selten im Singular feminin verwendet, weil derer meistens als Pluralform aufgefasst wird:
die Blumen derer, die mich besuchen kam (selten)
die Blumen derer, die mich besuchen kamen

#### Etymologie
Mhd., ahd. der, diu, daz geht auf den idg. Pronominalstamm to- zurück.
Mhd. diser (dirre), disiu, ditze (diȥ), ahd. desēr (therēr), desiu, diz(i) ist aus Verschmelzung von der usw. mit einem zu idg. so gehörenden -si entstanden.
Mhd. (j)ener, ahd. (j)enēr liegt vermutlich der
idg. Pronominalstamm eno- zugrunde.

### Demonstrative Artikelwörter und Pronomen
In der neueren Grammatik, wie sie u. a. auch in der aktuellen Duden-Grammatik dargestellt wird, wird die alte Wortarteneinteilung zum Teil aufgegeben. In der Duden-Grammatik werden Wörter wie dieser gemeinsam mit einer Anzahl verschiedener weiterer Wörter behandelt, die ebenfalls eine demonstrative Funktion haben:
- der/die/das als Demonstrativ[5]
- dieser und jener[6]
- derjenige[7]
- derselbe[8]

### Praktische Anwendung im Deutschen
Beim substantivischen Gebrauch dient das Demonstrativpronomen vor allem dazu, den korrekten Bezug zum vorangegangenen Satz herzustellen.
Beispielsätze:
Werner war der Vater von Wolfgang. Der wurde 50 Jahre alt.
Werner war der Vater von Wolfgang. Dieser wurde 50 Jahre alt.
Werner war der Vater von Wolfgang. Jener wurde 50 Jahre alt.
Werner war der Vater von Wolfgang. Er wurde 50 Jahre alt.
In den ersten beiden Fällen ist Wolfgang gemeint, der 50 Jahre alt wurde. In den letzten beiden Fällen ist Werner gemeint. Statt des heute eher ungebräuchlichen Demonstrativpronomens jener wird dann oft das Personalpronomen er verwendet. Da es im Deutschen beim Demonstrativpronomen nur zwei Entfernungsgrade gibt, muss bei mehr als zwei Nomina im vorangegangenen Satz (im gleichen Genus und Numerus) das mittlere Nomen, falls es gemeint ist, wiederholt werden. Beispielsatz:
Werner war der Vater von Karl und Wolfgang. Karl wurde 50 Jahre alt.
Wenn im vorangegangenen Satz nur ein Nomen steht, auf das der grammatische Bezug möglich ist, erübrigt sich der Gebrauch des Demonstrativpronomens. Stattdessen verwendet man dann üblicherweise das Personalpronomen. Beispielsätze:
Werner hatte zwei Kinder. Er wurde 50 Jahre alt.
Dort stehen Anna und Otto. Sowohl er als auch sie studieren Medizin.